# خوتیمیر
خوتیمیر (به چکی: Chotiměř) یک منطقهٔ مسکونی در جمهوری چک است که در ناحیه لیتومیریتسه واقع شده‌است. خوتیمیر ۳٫۴۲ کیلومتر مربع مساحت و ۲۷۸ نفر جمعیت دارد و ۲۲۸ متر بالاتر از سطح دریا واقع شده‌است.